# Куртішоара (Олт)
Куртішоара (рум. Curtișoara) — село у повіті Олт в Румунії. Входить до складу комуни Куртішоара.
Село розташоване на відстані 140 км на захід від Бухареста, 7 км на північ від Слатіни, 45 км на північний схід від Крайови.

## Населення
За даними перепису населення 2002 року у селі проживали 1347 осіб, з них 1346 осіб (99,9%) румунів. Рідною мовою 1345 осіб (99,9%) назвали румунську.